# 錫達克里克鎮區 (阿肯色州克勞福德縣)
錫達克里克鎮區（英語：Cedar Creek Township）是位於美國阿肯色州克勞福德縣的一個行政鎮區。

## 地方資料
錫達克里克鎮區的面積為68.38平方千米，當中陸地面積為68.36平方千米，而水域面積為0.02平方千米。根據2010年美國人口普查的數據，當地共有人口652人，而人口密度為每平方千米9.53人。